# Боханов, Александр Николаевич
Алекса́ндр Никола́евич Боха́нов (30 мая 1944, с. Ново-Братцево, Московская область, РСФСР, СССР — 14 мая 2019, Москва, Россия) — советский и российский историк и историограф, биограф Николая II, специалист по истории России XIX — начала XX веков. Доктор исторических наук (1993). Автор и соавтор школьных учебников по истории.

## Биография
Родился 30 мая 1944 в селе Ново-Братцево Московской области в семье инженеров-текстильщиков: Героя Социалистического Труда Николая Ивановича Боханова (1913—2004) и Зинаиды Ивановны Жуковой; двоюродный брат физика В. В. Макрусева.
В 1971 году окончил исторический факультет МГУ имени М. В. Ломоносова.
В 1977 году в Институте истории СССР АН СССР защитил диссертацию на соискание учёной степени кандидата исторических наук по теме «Буржуазные газеты России и крупный капитал: (Конец XIX в. — 1914 г.)» (специальность 07.00.02 — «История СССР»).
В 1993 году в Институте российской истории РАН защитил диссертацию на соискание учёной степени доктора исторических наук по теме «Крупная буржуазия России. Конец XIX в. — 1914 г.» (специальность 07.00.02 — «Отечественная история»).
До января 2011 года работал в должности ведущего научного сотрудника ИРИ РАН. Жил в г. Балашихе. С 2013 года находился на домашнем лечении в связи с перенесённым инсультом. Скончался 14 мая 2019 года.

## Научная деятельность
В начале научной деятельности придерживался официальной точки зрения и был близок по взглядам к идеологу левого толка П. А. Зайончковскому. После распада СССР стал придерживаться монархических взглядов.
Специализацией А. Н. Боханова была история России XIX—XX веков, история русской монархии, жизнь и деятельность русских монархов. Наиболее известными являются его труды, посвященные правлению императоров Александра III, Николая II. Также в своих работах историк касался деятельности императора Павла I, царей Иоанна Грозного и Алексея Михайловича. Наиболее известные труды автора: «Император Николай II», «Император Александр III», «Правда о Григории Распутине», «Павел I».
Боханов — автор нескольких учебников по истории России.
Автор более 30 монографий и около 200 статей.
Книги Александра Боханова «широко представлены в крупнейших библиотеках мира»:

… список Его книг в хранилищах Библиотеки Конгресса США включает 23 наименования. Это достойно российского исторического Гиннеса.
— Леонид Максименков (историк; Канада)

### Основные работы
Книги
- Буржуазная пресса России и крупный капитал. Конец XIX в. — 1914 г. — М.: Наука, 1984. — 152 с.
- Коллекционеры и меценаты в России. — М.: Наука, 1989. — 188 с. — («Страницы истории нашей Родины») ISBN 5-02-008479-4
- Крупная буржуазия России (конец XIX в. — 1914 г.) / отв. ред. В. И. Бовыкин. — М.: Наука, 1992. — 262 с. ISBN 5-02-008623-1
- Сумерки монархии. — М.: Воскресенье, 1993. — 288 с. ISBN 5-88528-021-5
- Деловая элита России 1914 г. / отв. ред. А. П. Корелин. — М.: Институт российской истории РАН, 1994. — 275 с. ISBN 5-201-00593-4
- Российская государственность: исторический аспект / А. Н. Боханов и др. — М., 1995.
- Николай II. — М.: Молодая гвардия, 1997. — 446 с. — («Жизнь замечательных людей») ISBN 5-235-02296-3
- Подвижники России: исторические очерки. М.: Русское слово, 1999; 2008 (в соавт. с В. Д. Назаровым и А. Н. Сахаровым)
- Распутин. Анатомия мифа. — М.: АСТ-Пресс, 2000. — 416 с. ISBN 5-7805-0715-5
- Романовы. Сердечные тайны. — М.: Аст-Пресс, 2000. — 400 c. ISBN 5-7805-0700-7
- Император Александр III. — М., 2001.
- Самодержавие. Идея царской власти. — М.: Русское слово, 2002. — 352 с., ил. ISBN 5-94853-063-9
- Распутин. Быль и небыль. — М.: Вече, 2006. — 432 с. ISBN 5-9533-1409-4
- Святая Царица. — М.: Вече, 2006. — 304 c. ISBN 5-9533-1275-X
- Николай II. — М.: Вече, 2008. — 528 с.: ил. — (Императорская Россия в лицах). ISBN 978-5-9533-2541-7
- Павел I. — М.: Вече, 2010. — 448 с.: ил. — (Великие исторические персоны). ISBN 978-5-9533-4331-2
- Правда о Григории Распутине. — М.: Русский издательский центр, 2011. — 608 с., ил. ISBN 5-4249-0002-X (переиздания).
- Алексей Михайлович. Монарх эпохи Раскола. — М.: Вече, 2012. — 352 с.: ил. — (Великие исторические персоны). ISBN 978-5-4444-0587-1
- Борис Годунов. — М.: Вече, 2012. — 352 с.: ил. — (Великие исторические персоны). ISBN 978-5-9533-5679-4
- Николай I. — М.: Вече, 2008. — 464 с.: ил. — (Императорская Россия в лицах). ISBN 978-5-9533-2592-9

Статьи
- Русские газеты и крупный капитал // Вопросы истории. — 1977. — № 3. — С. 113—120.
- Биржевая пресса России // История СССР. — 1980. — № 2. — С. 134‒145.
- Российское купечество в конце XIX — начале XX вв. // История СССР. — 1985. — № 4. — С. 106‒118.
- Российское купечество в конце XIX — начале XX века // История СССР. — 1985. — № 4. — С. 106‒118.
- Вопрос о подоходном налоге в России и крупная буржуазия (конец XIX — начало XX вв.) // Исторические записки. — Т. 114. — М., 1986.
- Савва Морозов // Вопросы истории. — 1989. — № 4. — С. 69—84.
- Торговые дома в России в конце XIX — начале XX века (Численность, структура, состав владельцев) // История СССР. — 1990. — № 4. — С. 88‒101.
- Савва Мамонтов // Вопросы истории. — 1990. — № 11. — С. 48—67.
- Прощание с государем // Аргументы и факты. — 29 января 1998. — № 5(902).
- Явление Екатерины Третьей. Династический скандал 1880 года // Родина. — 1998. — № 2. — С. 58—63.

Учебники
- Сахаров А. Н., Боханов А. Н. История России. XIX век. Учебник для 8 класса общеобразовательных учреждений — М.: — ООО "ТИД «Русское слово-РС», 2012. — 288 с.
- Сахаров А. Н., Боханов А. Н., Козленко С. И. История России с древнейших времен до конца XVI века: учебник для 10 класса общеобразоват. учреждений. М.: Русское слово, 2009. — 320 с.
- Боханов А. Н., Горинов М. М. История России с древнейших времен до конца XX века. Учебное пособие для студентов высших учебных заведений, обучающихся по направлению и специальности «История». М.: АСТ, 2001. — 608 с.

Интернет-публикации
- Боханов А. Н. Любовь без границ. Святая Царица. Фонд имперского возрождения. Дата обращения: 24 октября 2013.
- Александр Николаевич Боханов. Авторы на РНЛ. Русская народная линия. Дата обращения: 24 октября 2013.

## Память
25 июня 2020 года состоялось торжественное открытие мемориальной доски Александру Николаевичу Боханову на доме, в котором жил и работал выдающийся историк, по адресу: город Балашиха, микрорайон Гагарина, дом 11.